# Triptone

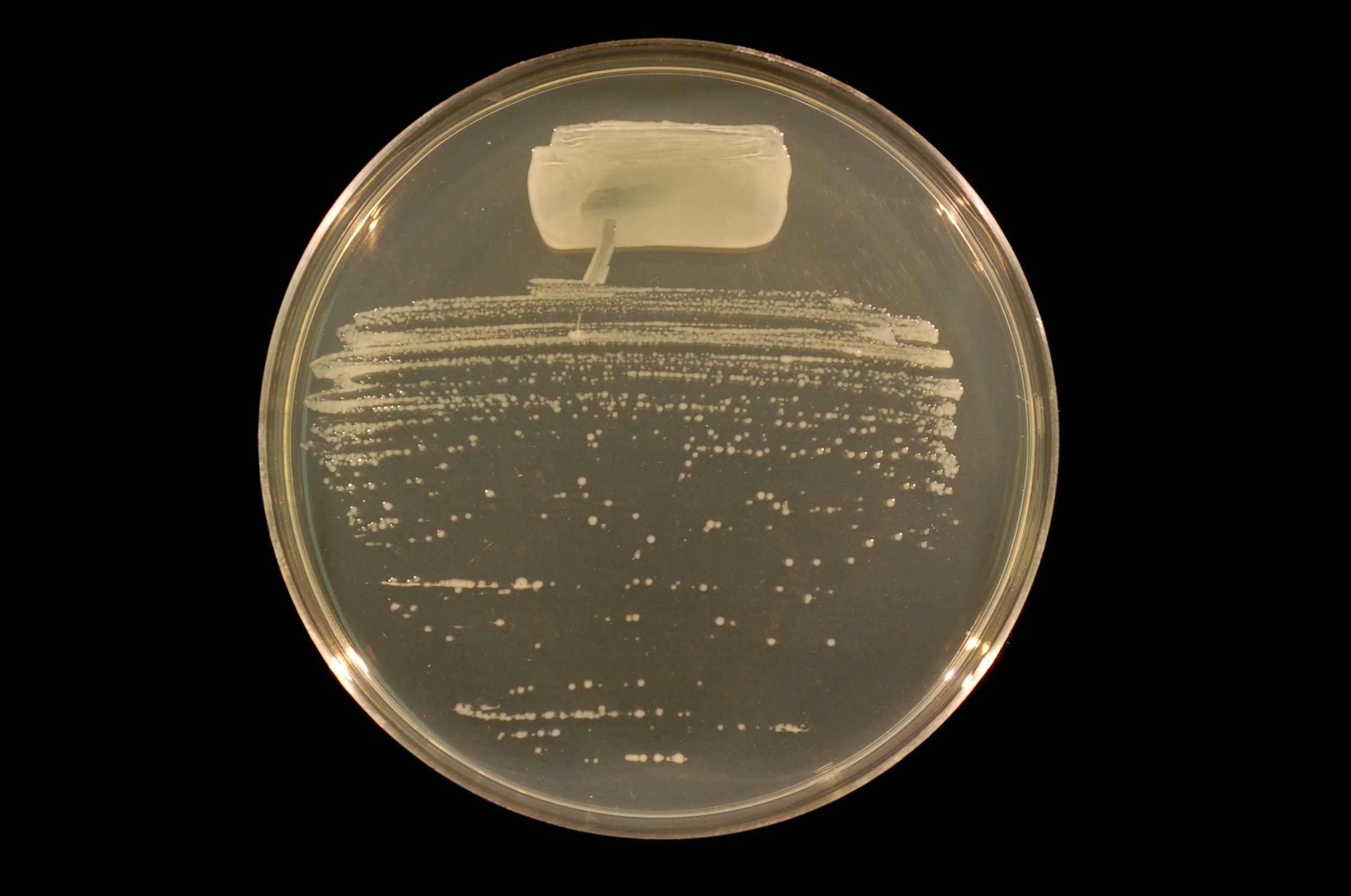
Una piastra di agar contenente triptone che supporta la crescita di un microrganismo.

Il triptone è l'assortimento di peptidi formati dalla digestione della caseina mediante la proteasi della tripsina.

## Descrizione
Il triptone è comunemente usato in microbiologia per produrre brodo di lisogenia (LB) per la crescita di Escherichia coli e altri microrganismi. Fornisce una fonte di amminoacidi per i batteri in crescita. Il triptone è simile ai casaminoacidi, essendo entrambi digestori della caseina, ma questi ultimi possono essere prodotti dall'idrolisi acida e in genere hanno solo aminoacidi liberi e poche catene peptidiche. I casaminoacidi sono simili al triptone, e quest'ultimo differisce per essere un'idrolisi enzimatica incompleta con alcuni oligopeptidi presenti, mentre i casaminoacidi sono prevalentemente aminoacidi liberi.
Il triptone è anche un componente di alcuni mezzi di germinazione utilizzati nella propagazione delle piante.